# Stella Creasy
Stella Judith Creasy, née le 5 avril 1977 à Sutton Coldfield, est une femme politique britannique,.
Depuis 2010, elle est députée du Labour Co-operative pour la circonscription de Walthamstow, dans le Grand Londres,. Elle fut auparavant, de 2002 à 2003, maire de Waltham Forest.